# Babindella physoura
Babindella physoura är en tvåvingeart som beskrevs av Daniel J. Bickel 1987. Babindella physoura ingår i släktet Babindella och familjen styltflugor. Inga underarter finns listade i Catalogue of Life.